# Sphaerolobium pulchellum
Sphaerolobium pulchellum är en ärtväxtart som beskrevs av Meissner. Sphaerolobium pulchellum ingår i släktet Sphaerolobium och familjen ärtväxter. IUCN kategoriserar arten globalt som nära hotad. Inga underarter finns listade i Catalogue of Life.